# Tour de télévision de Žižkov
La tour de télévision de Žižkov (en tchèque : Žižkovská televizní věž) est une tour de télécommunications et d'observation construite entre 1985 et 1992 à Prague, à l'époque en République socialiste tchécoslovaque, selon les plans de l'architecte Václav Aulický. Édifiée sur la butte du quartier de Žižkov, dont elle tire son nom, sa haute silhouette se dessine au-dessus de la ville. Il s'agit du plus haut édifice de la ville ainsi que de la plus haute plateforme d'observation panoramique de République tchèque.

## Caractéristiques

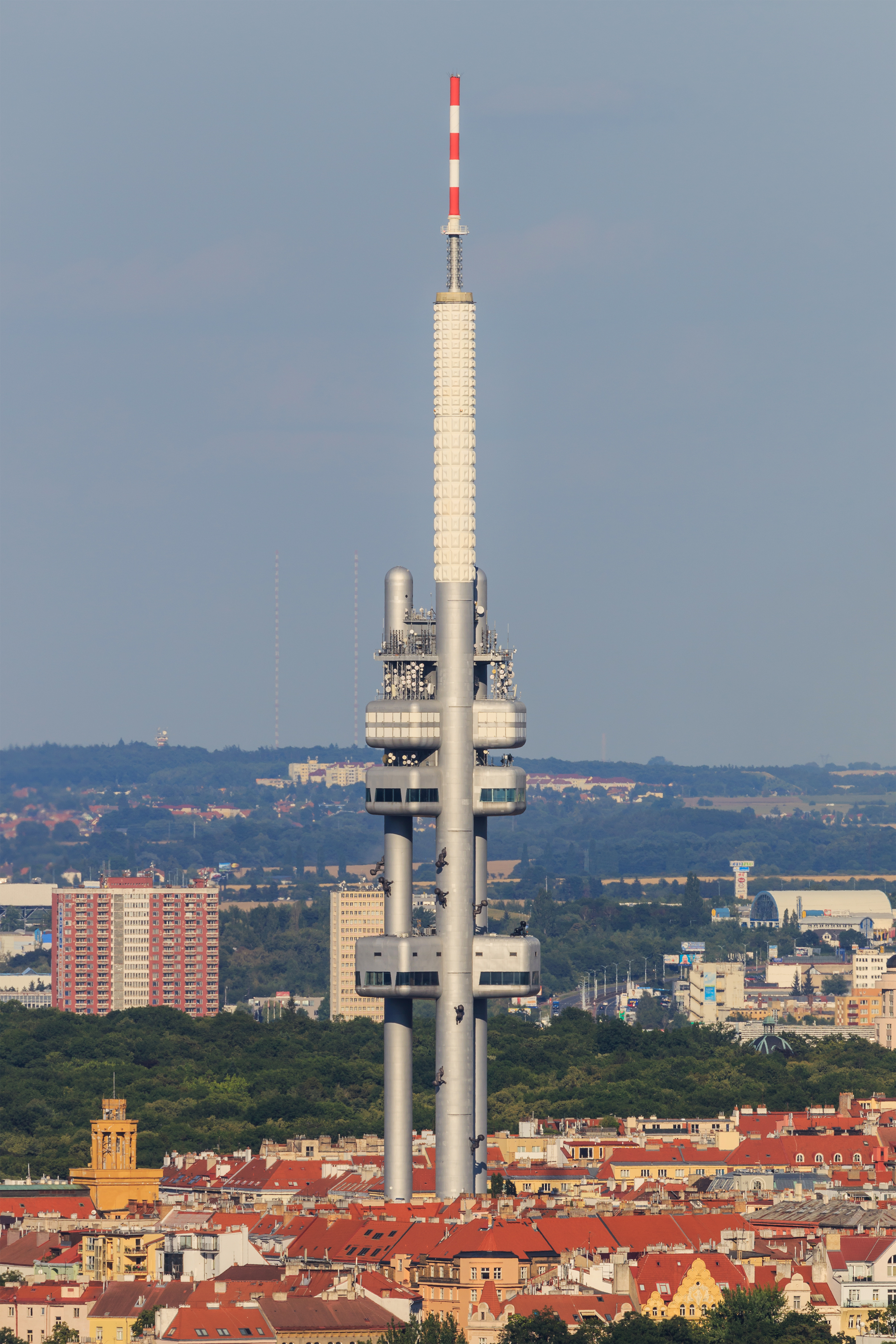
La tour dans son paysage.

La tour est un exemple d'architecture high-tech. La structure de la tour est atypique avec ses trois piliers soutenant les transmetteurs, un restaurant-café et trois salles offrant une vue panoramique sur Prague. Elle fait 216 mètres de haut et pèse 11 800 tonnes. Le pinacle de la tour (le point culminant), peut subir des déviations allant jusqu'à 120 centimètres. Cette déviation ne se ressent que très peu à l'intérieur de la tour et est compensée par un amortisseur d'oscillation pendulaire de plusieurs tonnes. Les fondations de la tour sont formées d'une dalle de béton armé d'un diamètre de 30 mètres et d'une profondeur de 15 mètres. Le pilier principal, le plus haut, a un diamètre de 6,4 mètres. Les deux autres ont un diamètre de 4,8 mètres. Les deux ascenseurs permettant d'accéder aux cabines se situent dans le pilier principal. Un escalier de secours et un un escalier de service pour accéder aux équipements de télécommunications se situent dans les deux autres piliers.

### 1erniveau de cabine
Le restaurant est situé à 66 mètres, dans les cabines les plus basses. Dans les mêmes cabines mais à l'étage supérieur se trouve un hôtel, à 70 mètres de hauteur.

### 2èmeniveau de cabine
La salle d'observation se situe dans les cabines du deuxième niveau, à une hauteur de 93 mètres. Lorsque la visibilité est bonne, elle permet une observation des environs jusqu'à 100 km.

### 3èmeniveau de cabine
Les dernières cabines, avec les fenêtres blanches, sont interdites d'accès au grand public. Elles contiennent les équipements de télécommunication nécessaires aux fonctionnement des antennes de télédiffusion, de téléphonie mobiles et de mesures météorologiques fixées sur l'extérieur de la tour.

### Plateforme
Depuis 2001, une plate-forme a été érigée à 111 mètres de hauteur et accueille des faisceaux hertziens. Elle est observable depuis le bas de la tour et discernable par l'empilement d'antennes paraboliques blanches qu'elle héberge. Ces faisceaux hertziens servent à la redirection des informations transitant par les antennes de la tour vers d'autres points de déserte du réseau.

## Histoire
Depuis le milieu des années 1970, la ville de Prague avait exprimée le besoin de disposer d'émetteurs radio plus puissants pour la télédiffusion. Un émetteur provisoire sera installé à cet effet sur le belvédère de Petřín situé sur la colline éponyme à 327 mètre d'altitude au centre de Prague. Les ingénieurs de l'époque estiment que pour couvrir la région vallonnée de Prague, le support hébergeant les émetteurs doit s'élever au minimum à 200 mètres au-dessus du niveau du sol. Après l'étude de plusieurs emplacements possibles pouvant héberger la tour, c'est les jardins de Mahler dans le district de Žižkov qui sont finalement retenus. Le projet de l'architecte tchèque Václav Aulický est choisi par la municipalité de Prague parmi la vingtaine de projets qu'il soumettra pour l'occasion. Les ingénieurs Jiří Kozák et Alex Bém travailleront également sur le projet. La construction commence le 24 novembre 1985 et les essais de radio-transmission débutent en mars 1991. La salle d'observation panoramique et le restaurant sont ouverts au public le 17 février 1992.

## Réputation
La tour de télévision est considérée comme l'un des plus hideux édifices du monde,. Certains Pragois se plaignent également de la présence de cet exemple d'architecture ultramoderne au cœur d'un ensemble historique. La tour est souvent accusée de gâcher l'horizon pragois. En 2009, le site australien Virtual Tourist, la désigne comme le deuxième monument le plus laid du monde derrière le Morris A. Mechanic Theatre de Baltimore, détruit en 2014, et devant le centre Georges Pompidou à Paris. En 2012, elle est à nouveau classée parmi les monuments les plus laids du monde par la chaîne d'informations américaine CNN, en quatrième position derrière : l'Hôtel Ryungyong en Corée du Nord, l'Hôtel Atlantis aux Émirats arabes unis et le Palais du parlement de Bucarest en Roumanie.
On a accusé le projet d'avoir fait déplacer le cimetière juif de Žižkov à proximité pour pouvoir l'installer. Toutefois, afin de laisser place à un parc, le cimetière a été déplacé en 1960 (et sa partie la plus ancienne ainsi que les tombes des personnes les plus connues ont été préservées) alors que les premiers travaux de construction de la tour n'ont commencé qu'en 1985. On trouva toutefois des restes de sépultures lors des travaux d'excavation nécessaires à l'enfouissement des fondations de la tour. Les dépouilles furent déplacées sous le contrôle de représentants de la communauté juive.
Des rumeurs ont aussi couru, pendant l'ère communiste, accusant la tour de brouiller les transmissions de Radio Free Europe, ou encore d'avoir aidé les transmissions entre les forces du pacte de Varsovie en cas d'une attaque de l'OTAN.[réf. souhaitée]
La tour Žižkov est présente sur la couverture du quatrième Ebook de la série Lost Tribe of the Sith : « Savior ». La couverture a été dessinée par l'artiste David Stevenson, et la série écrite par John Jackson Miller. Cette série est composée de huit Ebooks, parus entre 2009 et 2012 aux États-Unis, et s'inscrit dans l'univers de Star Wars. Elle n'a pas été traduite en français[réf. nécessaire].

## Sculptures de David Černý
En 2000, les sculptures de dix bébés rampants géants (en résine et sans visage) de David Černý ont été temporairement posées sur les piliers de la tour dans le cadre du projet Prague, Ville européenne de la culture 2000. Leur succès fut si important qu'elles ont été remises de façon définitive en 2001. Chaque bébé pèse environ 300 kg, est long de 3,5 mètres et large de 2,6 mètres. Des copies similaires en bronze réalisées par David Černý de mêmes dimensions mais beaucoup plus lourdes (800 kg) du fait du matériaux utilisé, sont exposés devant le musée Kampa depuis 2008, sur l'île de Kampa située dans le quartier de Malá Strana.
Pour l'entretien et le nettoyage de la tour, les bébés sont temporairement enlevés de la structure en octobre 2017. Ils sont replacés au printemps 2018.